# Schlacht von Castelfidardo
In der Schlacht von Castelfidardo am 18. September 1860 schlugen die piemontesischen Truppen des Generals Enrico Cialdini bei Castelfidardo (Ancona) die päpstlichen Truppen der Generale De Pimodan und Lamoricière. Obwohl sie eine der kleineren Schlachten des Sardinischen Krieges (auch „Zweiter Italienischer Unabhängigkeitskrieg“) von 1859 bis 1860 war, hatte ihr Ausgang eine große Bedeutung, da dadurch eine Vereinigung des Königreiches Sardinien-Piemont mit dem von Garibaldi in seinem „Zug der Tausend“ eroberten Königreich Neapel möglich wurde. König Viktor Emanuel II. annektierte weite Teile des Kirchenstaates (Marken, Umbrien, nicht jedoch Rom und Latium) und vereinigte fast ganz Italien unter der Krone des Hauses Savoyen. Die vom Papst erhoffte französische Intervention blieb dank der diplomatischen Arbeit des piemontesischen Ministerpräsidenten Cavour und des vorläufigen Verzichts auf die Besetzung Roms aus.

## Verlauf der Schlacht

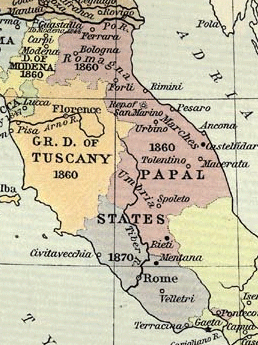
Der Kirchenstaat vor der Schlacht von Castelfidardo (blau und violett) und danach (blau)

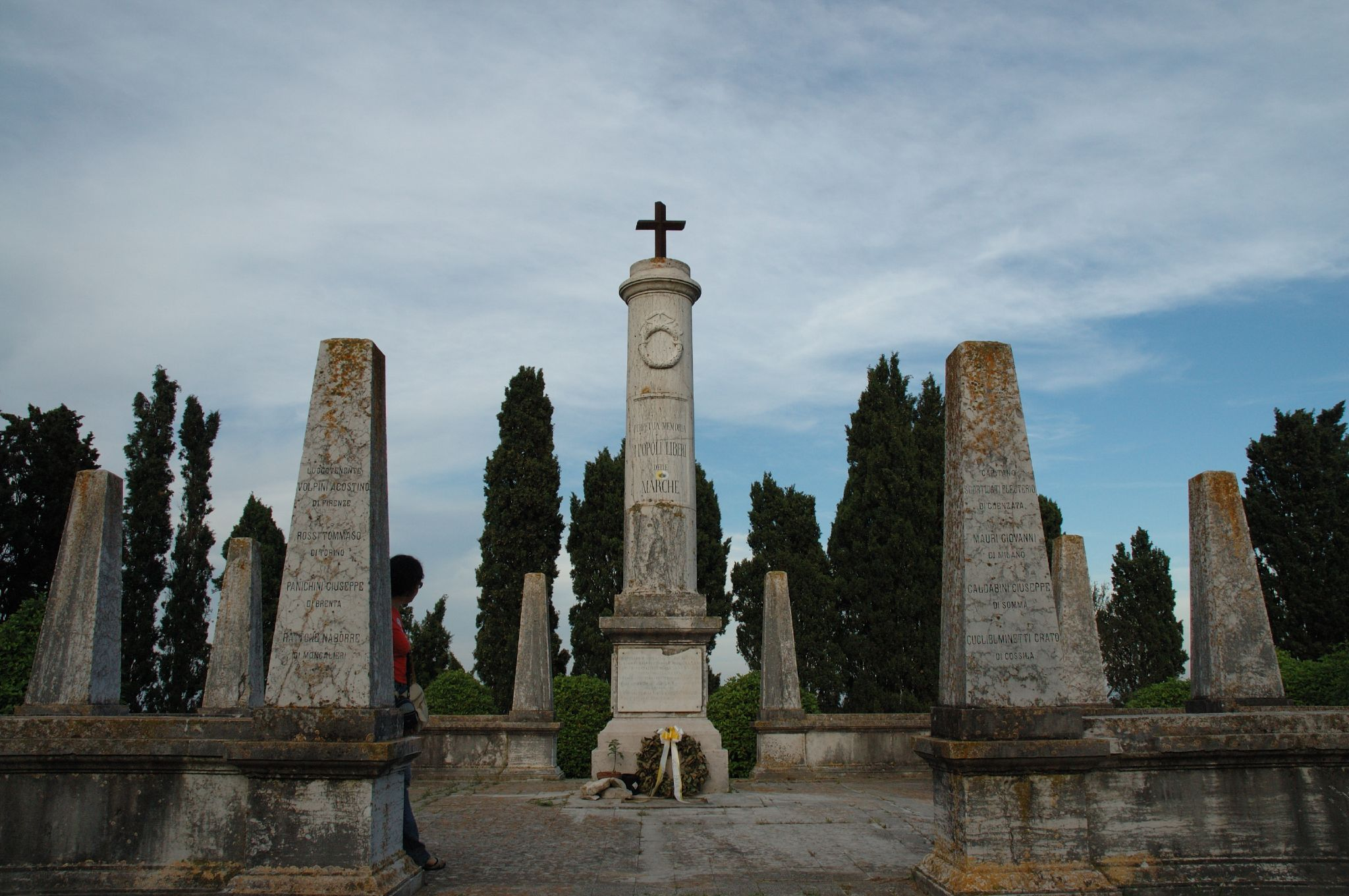
Denkmal am Ort der Schlacht

Die piemontesische Armee zog mit zwei Korps und fünf Divisionen nach Süditalien. Das IV. Korps unter Cialdini umfasste die 4., 7. und 13. Division, das V. Korps unter General Della Rocca führte die 1. und die Reservedivision. Insgesamt handelte es sich um 39.000 Soldaten, 2.500 Pferde und 77 Kanonen. Befehlshaber dieser als „Marken- und Umbrien-Armee“ bezeichneten Streitmacht war General Manfredo Fanti. Er sollte Garibaldi im Süden „beistehen“. Nach der Schlacht am Volturno musste Garibaldi somit klar sein, dass er keine politischen Ansprüche für sich geltend machen konnte.
Die päpstliche Armee unter dem Oberbefehl des französischen Generals Christophe de Lamoricière verteidigte den Kirchenstaat mit folgenden Kräften: 1. Brigade (General Schmidt) in Foligno, 2. Brigade (De Pimodan) in Terni, 3. Brigade (De Courten) in Macerata, Reservebrigade (Cropt) in Spoleto. Insgesamt verfügte diese mobile Streitmacht über 10.000 Mann und 30 Kanonen. Dazu kamen noch territoriale Kräfte in den größeren Städten, in diesem Fall die etwa 10.000 Soldaten Anconas.
Die Piemontesen stießen mit dem IV. Korps entlang der Adriaküste vor, das V. Korps erreichte auf dem Landesinneren das Tibertal, um von dort aus den päpstlichen Truppen einen eventuellen Rückzug nach Rom abzuschneiden und sie zu einer Entscheidungsschlacht zu zwingen, bei der die Piemontesen ihre zahlenmäßige Überlegenheit ausspielen konnten.
In Erwartung einer österreichischen oder französischen Intervention marschierte Lamoricière hingegen mit seinen mobilen Kräften auf Ancona, um den Sektor des IV. piemontesischen Korps zu bedrohen.
Das IV. Korps besetzte Pesaro, Urbino, Fano und erreichte Senigallia. Um einem Vormarsch Lamoricières auf Ancona zuvorzukommen, besetzte Cialdini die wichtigen Höhenzüge von Osimo und Castelfidardo. Diese griffen Lamoricière und Pimodan am Morgen des 18. September 1860 an. Die piemontesischen Bersaglieri bremsten diesen „päpstlichen Sturm“ zunächst ab und gingen dann zusammen mit anderen Infanterieverbänden zum Gegenangriff über. Zwischen S. Casa di Sopra und S. Casa di Sotto kam es auf den Höhenzügen wiederholt zu energischen Angriffen Lamoricières und seiner Truppen, die zu Nahkämpfen mit Bajonett-Einsatz führten. Die Schlacht von Castelfidardo blieb zunächst örtlich begrenzt, es waren nur wenige tausend Soldaten in die Kämpfe verwickelt. Die päpstlichen Truppen suchten aber angesichts der piemontesischen Übermacht einen schnellen örtlichen Sieg und fochten mit entsprechendem Nachdruck. Cialdini führte bald Verstärkungen heran, die zu einem schnellen Ende der Schlacht führten. Nach wenigen Tagen Belagerung ergab sich auch die Festung Ancona. Der Weg nach Süden war für die Piemontesen frei.
Die Umstände der Schlacht von Castelfidardo werden in der päpstlichen Allokution Novos et ante geschildert. Den Worten des Papstes zufolge sollen die piemontesischen Truppen unter dem Vorwand der Vertreibung von Aufrührern in die Provinzen Picenum und Umbrien vorgerückt sein.